# Benet d'Albalat

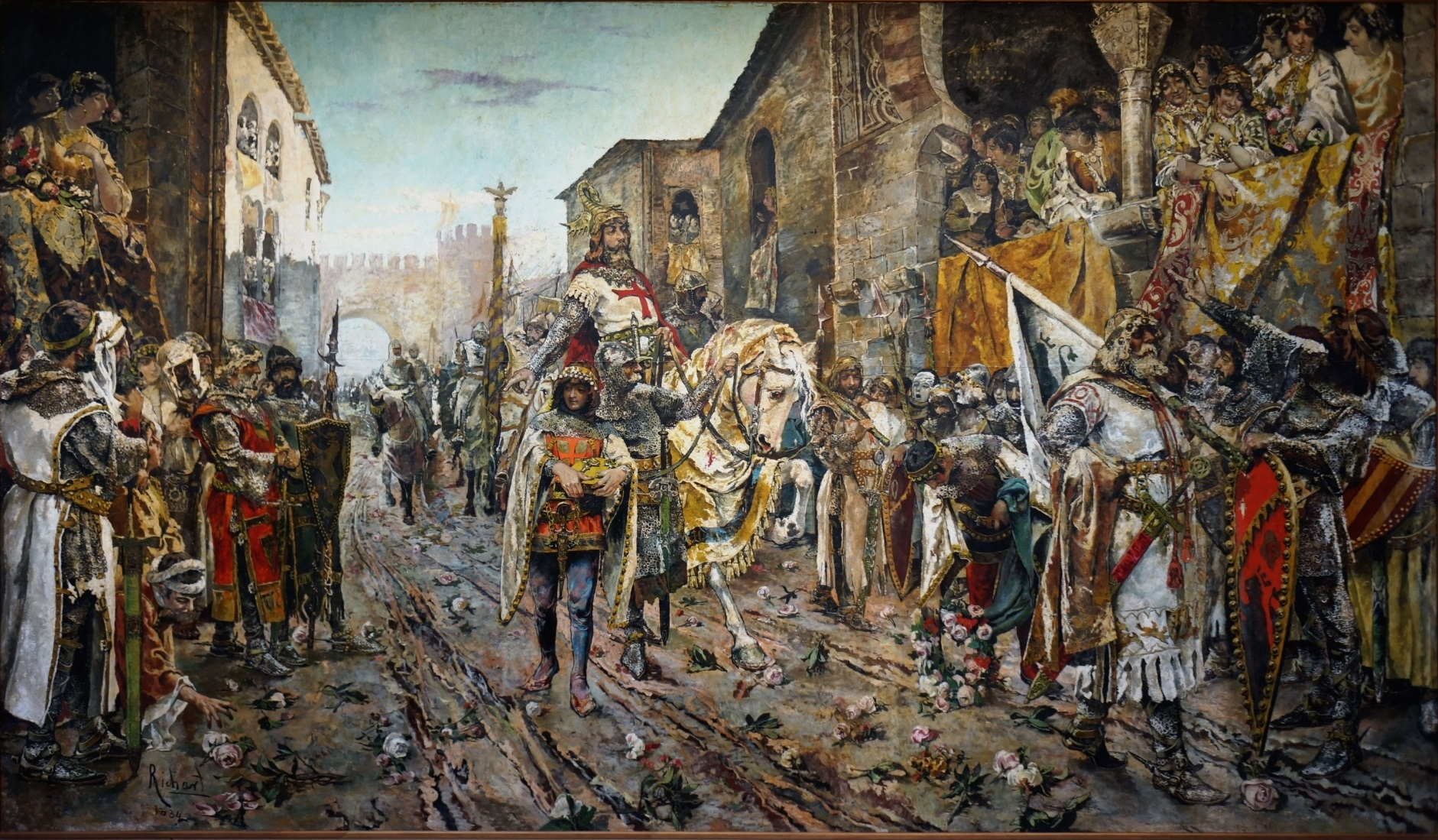
Entrada triomfal del rei Jaume I a la ciutat de València, quadre de 1884 del pintor Fernando Richart Montesinos. Benet d'Albalat subjecta les regnes del cavall del rei.

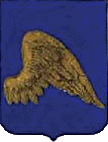
Escut de Benet d'Albalat

Benet d'Albalat, noble i cavaller de Tarragona al servei de Jaume el Conqueridor. Capità de les tropes en la conquesta de la ciutat de  València (1238). Germà de Pere d'Albalat i d'Andreu d'Albalat. Descendent dels Comtes d'Urgell.

## Troba XXIII de Mossèn Febrer[5]
| « | Era en Tarragona Benet d'Albalat Home poderós: Vinguè ab son germà, Que era lo Archébisbe de aquella Ciutat, Gobernant la gent (que aqueste Prelat Pagaba á ses costes) com son Capità Una Ala daurada portaba en lo escut Sobre camp de blau. De llur ascendencia E sa bona sanch, vos teniu sabut, Dels Comptes de Urgell gran part li ha cabut: Son germà menor Bisbe es de Valencia, E alli se ha restat ab gran convenencia. | » |